# 华侨大学
24°56′10.8″N 118°34′28.18″E / 24.936333°N 118.5744944°E

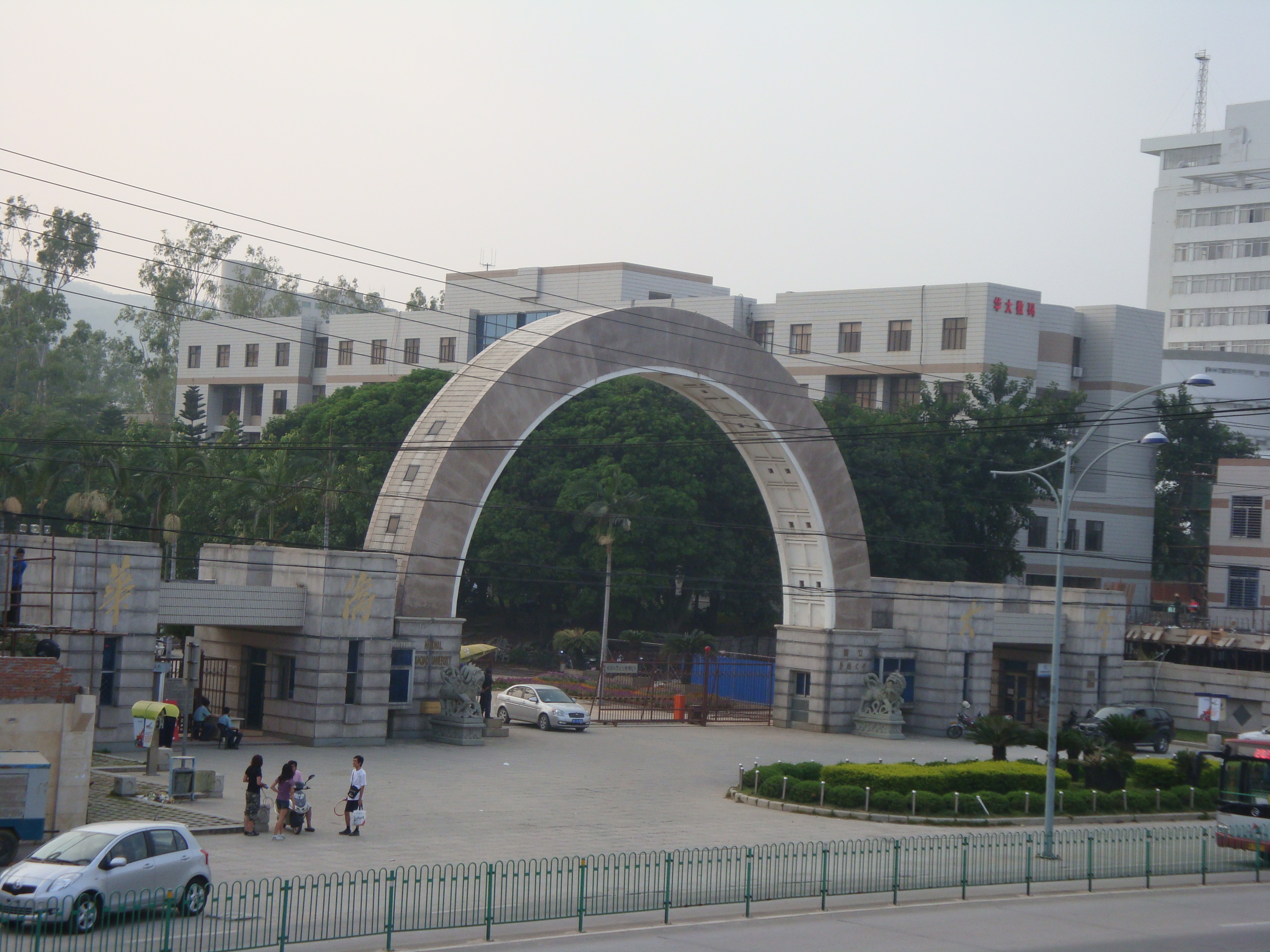
华侨大学泉州校区大门

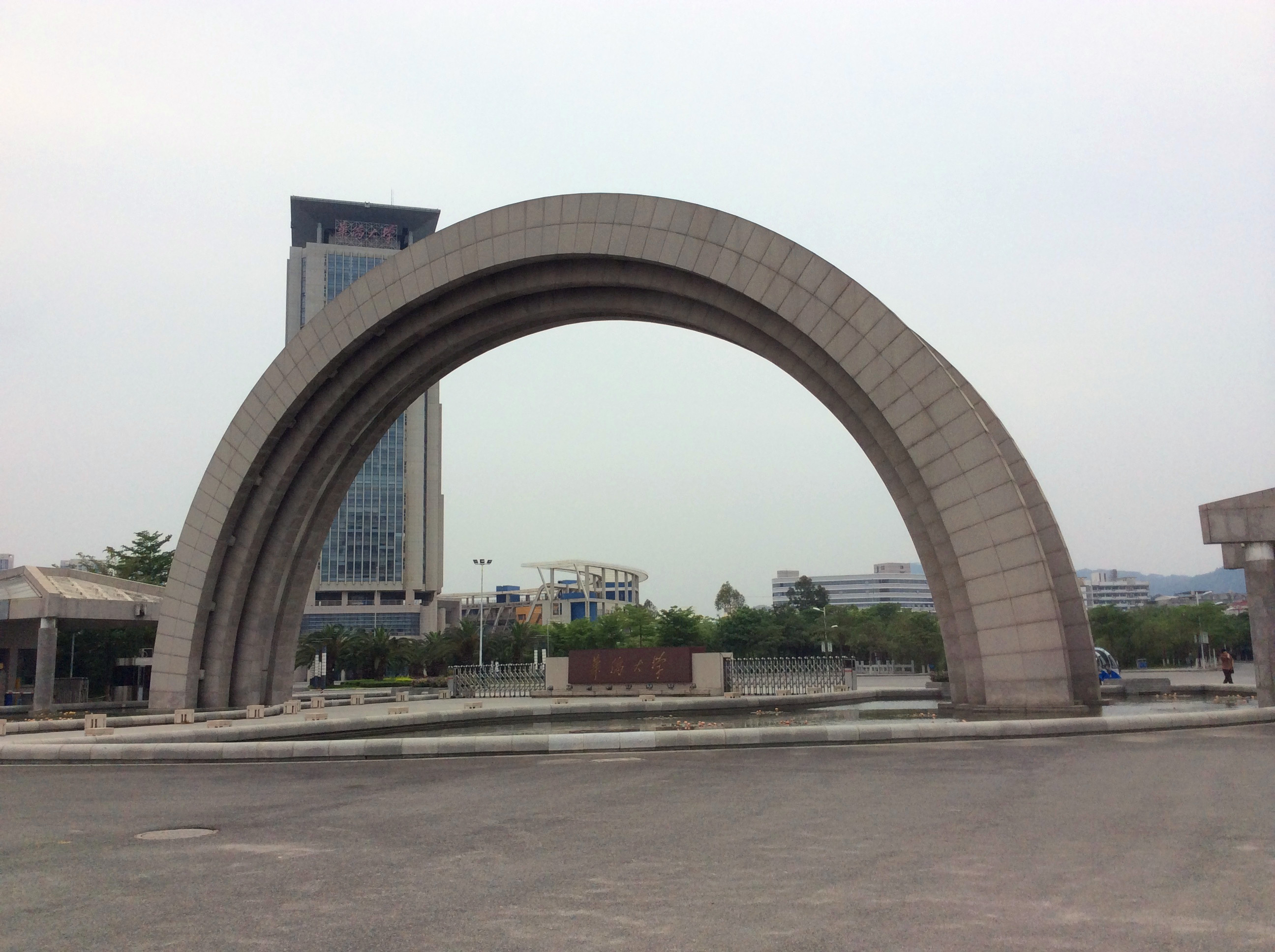
华侨大学厦门校区大门

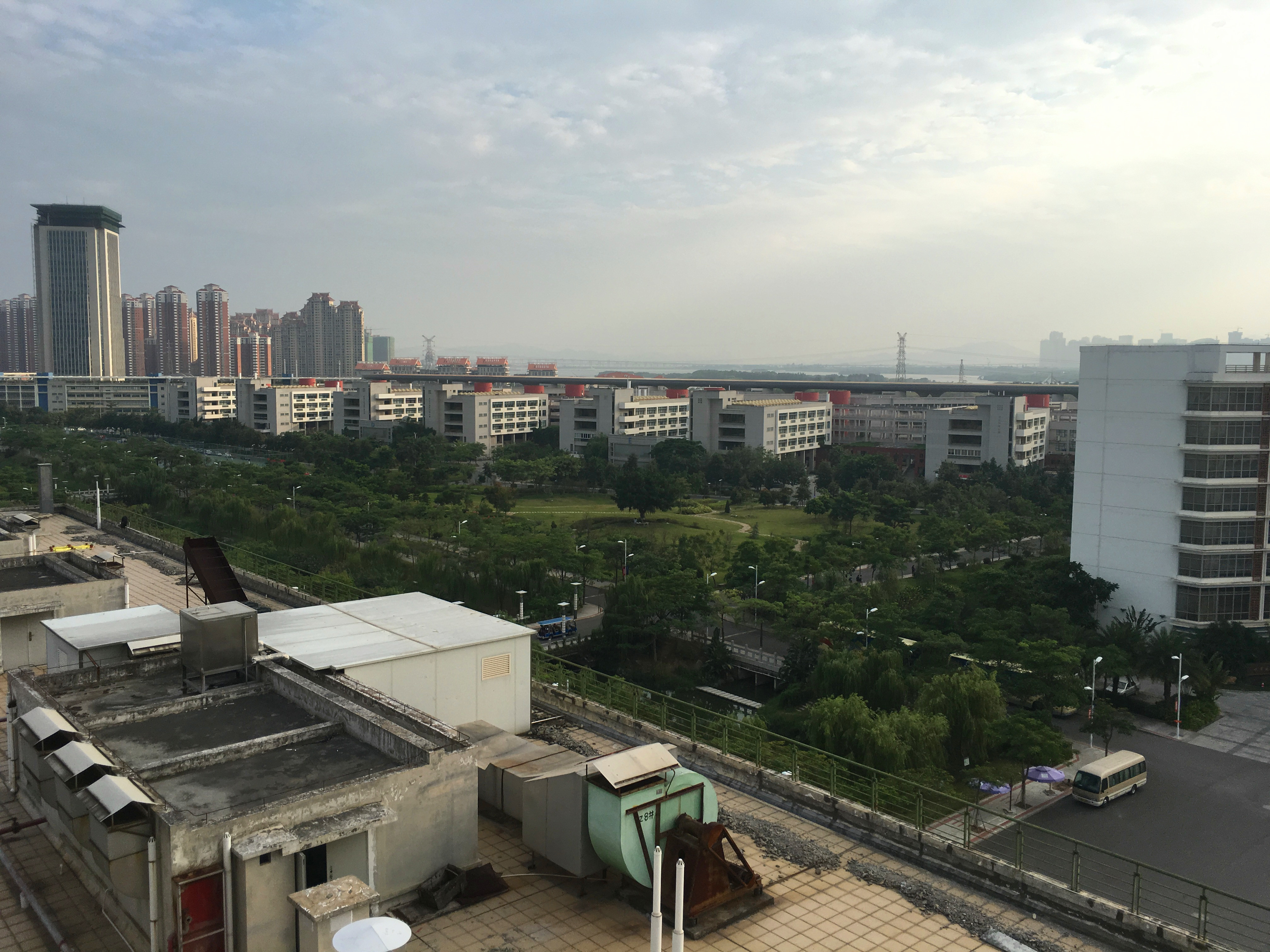
从华侨大学化工学院楼拍摄的华侨大学厦门校区校园

华侨大学，简称华大，是中华人民共和国福建省的一所全日制本科公办部属普通高等学校，在泉州（注册地）和厦门两地办学。华侨大学成立于1960年，学校自2019年起直属中共中央统战部领导，是国家重点建设的大学和首批获得中国教育部本科教学工作水平评估优秀的重点大学。华侨大学设有董事会，实行校长负责制。

## 历史

### 从筹建到停办
1949年，中华人民共和国建国后，大量华侨从居住国返回中国大陆，至1957年，回国求学的华侨青年达到了四万余人。六十年代前后，华侨数目最多的东南亚，出现了不同程度的排斥华侨事件，华侨回国人数达到峰值，仅1960年一年，归国侨生就达到了二万余人。
1959年，为了解决大量侨生深造的问题，中央华侨事务委员会起草了关于创办华侨大学的报告，由廖承志亲自签署，呈送国务院研究批准。
1960年4月12日，中央华侨事务委员会召开三届一次全体委员会议和全国侨联在京常委十四次会议，就《创办华侨大学方案(草案)》进行讨论，最终在北京、广州、福州、厦门、泉州、漳州等城市中确定在泉州创办华侨大学，时任福州市委书记处书记谢白秋主持华侨大学筹备工作。5月中央华侨事务委员会确定现校址，晋江地委成立华侨大学筹备处。9月，华侨大学借用福州师范学院办学招收的84名中文系学生，和借用集美补习学校办学招收的196名预科生报道注册。10月正式上课。
1961年8月17日，中央华侨事务委员会、教育部联合向国务院正式呈报《创办华侨大学方案》。11月1日，国务院正式批准华侨大学办学，由此学校确定1960年11月1日为华侨大学校庆日。另外增设了数学系和化工系，在集美补习学校招生办学。
1962年，教学楼建成，学校正式搬入正在建设的泉州本部。增设了政治、物理、医疗、艺术和热带亚热带作物5个系7个专业。中文、数学和政治三个系在校本部办学；化学系、物理系和热带亚热带作物系，在原泉州师院校舍办学；由已停办的原厦门医学院部分干部和教师组成的医疗系，在医学院原址办学；北京华侨补习学校歌舞班成立为华侨大学艺术系，在北京办学。
1963年4月，陈嘉庚纪念堂奠基，增设了化工、土木和外语3个系6个专业。韋愨被任命为华侨大学代理校长。化学系、物理系、热带亚热带作物系搬入泉州本部。
1964年暑期，医学系回到泉州校部。
1965年8月，热带作物系分两批迁往海南岛兴隆华侨农场办学。9月11日，政治系三、四年级学生和老师120多人搬去建宁，在建宁分校试行半工半读。
1966年4月，政治系一、二级和中文系一、二、三以及土建系一年级师生迁往建宁。5月，代理校长韋愨根据中央《二月提纲》精神，向全校师生作学术报告，部分师生有意见，贴出大字报，华侨大学的“文化大革命”就此开始。建宁分校除了少数留守人员，全体师生自动撤回泉州校部参加运动，在云霄、晋江、惠安参加“四清”运动的师生亦返校参加运动，而远在海南的热带作物系师生亦有部分返回。学校此时开始停课闹文革。伍治之、蔡楚吟、谢白秋、韋愨、林汝楠等校领导被游斗、批判。6月，福建省委下派工作团进校，未能控制局面。
1968年，6714部队的军宣队和泉州运输总站的工宣队进驻学校。12月26日，学校各派实现大联合。
1969年2月10日，华侨大学革命委员会正式成立，军代表、6714部队副师长段波任革委会主任，委员由23人组成（后增至26人），设常委11人。此时已经无法正常教学。11月，福建省革委会在“关于下放干部、教育革命问题”的会议上，做出了撤销华侨大学的决定。同年，中央华侨事务委员会被撤销，侨务工作归属外交部。
1970年1月17日，福建省革委会正式发出“关于撤销华侨大学的通知”，华侨大学被迫撤销停办。在建的陈嘉庚纪念堂停工，泉州本部和建宁分校的设备、图书、师资、校舍等被分散到其他高校、地方政府。华侨大学停办后由福建医科大学接管。华侨大学留守处成立，华侨大学宣传部原副部长卢守德担任留守处负责人，直至学校复办。

### 从复办到现在
1978年，4月17日，国务院在转批《关于恢复暨南大学和华侨大学有关问题的请示》文件中，批准在原址上复办华侨大学。5月，福建省革命委员会作出“福建医科大学迁福州，校址归还华侨大学”的决定。7月4日，华侨大学筹备领导小组搬回泉州华侨大学原校址。9月，首批三个专业学生按时开学，其中土木建筑系暂借福州大学上课。10月23日，举行复办挂牌仪式。筹备设立华侨大学董事会。
1979年，1月，华侨大学董事会筹备会召开。
1980年，1月8日，华侨大学董事会成立。5月，因为文革停建的陈嘉庚纪念堂复工；22日，教育部党组正式通知，中央批准廖承志兼任华侨大学校长。

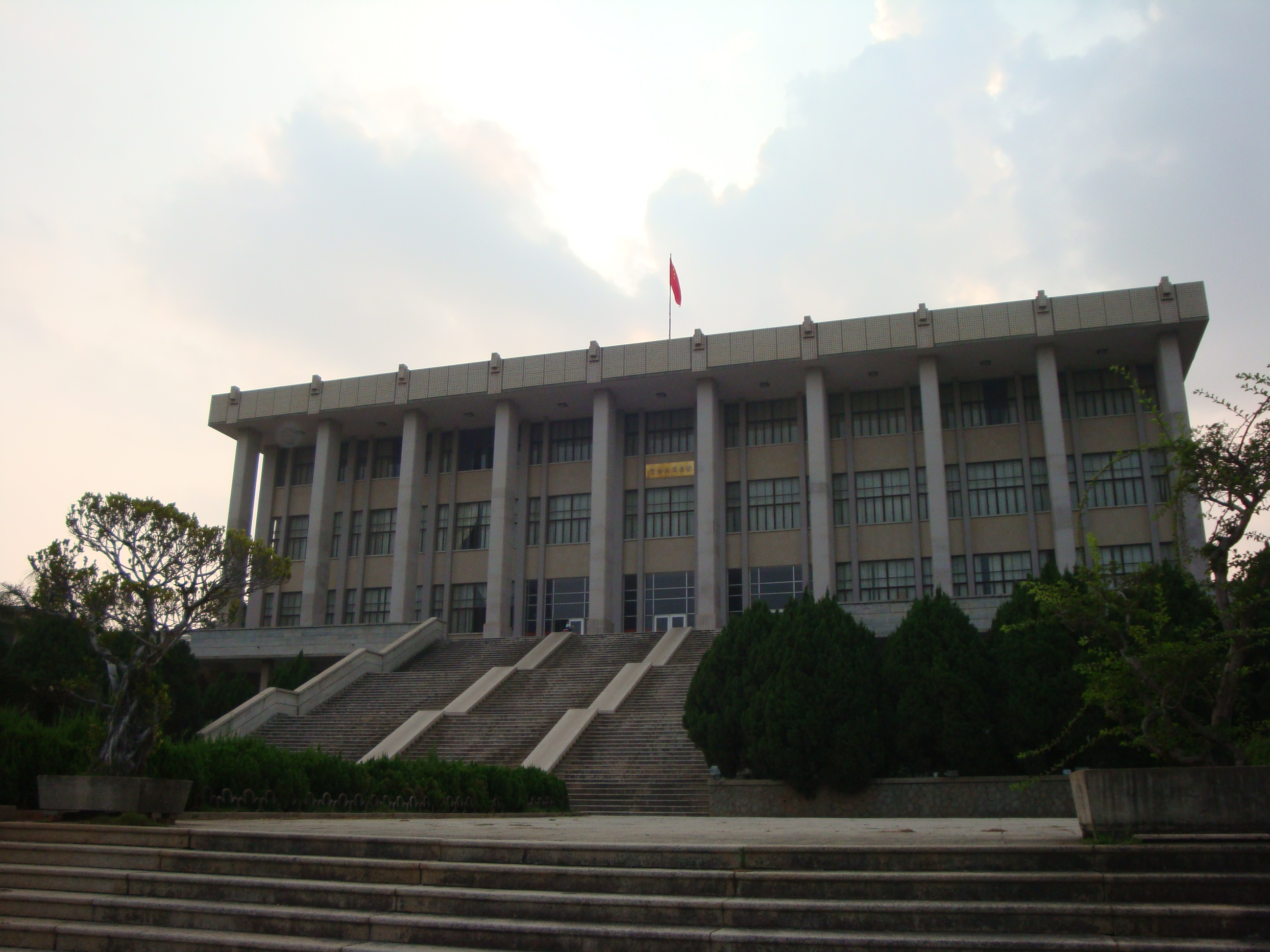
1983年落成的陈嘉庚纪念堂

1983年，6月10日，廖承志校长逝世；20日，华侨大学被确定为“国家重点扶植大学”。10月陈嘉庚纪念堂完工，叶飞出任华侨大学校长。
1984年，华侨大学进修学院改为华侨大学成人教育学院。
1985年，4月华侨大学校医院正式成立。创办了法律系。
1987年，受福建省教委委托，协助创办仰恩学院。
1988年，6月，华侨大学仰恩学院正式成立，庄善裕出任仰恩学院院长。8月，陈觉万出任华侨大学校长。
1989年，7月，华侨大学仰恩学院独立建制，脱离华侨大学，成为仰恩学院。
1990年，11月，侨总图书馆投入使用。
1993年，8月，庄善裕出任华侨大学校长。
1997年，2月，国务院侨务办公室将集美侨校成建制并入华侨大学，成立华侨大学（集美）华文教育中心。
1998年，7月8日，成立了以化学与生物工程系、应用化学系、材料物理化学研究所为基础的化工学院。
1999年，华侨大学（集美）华文教育中心升格，成为华侨大学集美华文学院。12月，吴承业出任华侨大学校长。
2000年，工商管理系、旅游系、管理信息系、国际经济系合并成立经济管理学院。外语系和大学英语部合并成立外国语学院。4月，华侨大学男篮获得第二届CUBA联赛男子总冠军。5月，电气系、电子系、电脑系合并成立信息科学与工程学院。7月14日，先修部并入华文学院。7月27日民办福建音乐学院挂靠华侨大学，更名为华侨大学福建音乐学院。9月8日，化工学院更名为材料科学与工程学院。
2001年，华侨大学新校区建设的方案遭到泉州市政府否决。5月13日，数学系恢复。5月26日，成立了以机电系为基础的机电及自动化学院。6月11日，成立了人文社会科学系。12月11日，中国文化系更名为中国语言文学系。
2002年，6月19日，华侨大学（集美）华文学院更名为华文学院。时任中共厦门市委书记郑立中访问华侨大学，并邀请华侨大学在厦门建立分校。
2003年，9月8日，成立了以法律系为基础的法学院。10月22日，华侨大学男篮获得第五届CUBA联赛男子总冠军。10月28日，成立了华侨大学职业技术学院厦门分院。
2004年，厦门校区动工。10月，经济管理学院拆分为商学院、工商管理学院、旅游学院，成立了以人文社会科学系为基础的人文与公共管理学院，成立了以土木工程系为基础的土木工程学院，成立了以建筑系为基础的建筑学院，成立了以中国语言文学系为基础的文学院。
2005年，8月，华侨大学男篮获得第七届CUBA联赛男子总冠军。
2006年，6月，华侨大学男篮获得第八届CUBA联赛男子总冠军。8月，华侨大学厦门校区管委会和指挥部工作人员搬迁至厦门校区上班。10月9日，材料、机电、土木、建筑四个学院的1200名2005级学到厦门校区报到开学。10月16日，福建著名建筑师郑剑艺设计的厦门校区正式启用。11月，成立了以艺术系为基础的美术学院。
2007年，6月，成立了以数学系为基础的数学科学学院。7月，华侨大学男篮获得第九届CUBA联赛男子总冠军；成立了音乐舞蹈学院。
2008年，4月3日，华侨大学男篮获得第十届CUBA联赛男子总冠军。6月16日，计算机科学与技术学院从信息科学与工程学院中拆分独立；化工学院从材料科学与工程学院中拆分独立；成立了以体育部为基础的体育学院。7月8日，华侨大学与挂靠的华侨大学福建音乐学院解除挂靠关系。12月，丘进出任华侨大学校长。
2009年，民办武汉理工大学厦门学院挂靠华侨大学，成为华侨大学厦门工学院。9月，人文与公共管理学院拆分为公共管理学院和哲学与社会发展学院；商学院更名为经济与金融学院。
2010年，7月，国务院侨务办公室与泉州市人民政府签署第四轮共建华侨大学协议。9月，成立了工学院。11月，华侨大学举办50周年校庆。福建著名建筑师郑剑艺主持设计的华侨大学厦门校区西大门竣工。
2011年，1月，国务院侨务办公室与厦门市人民政府签署共建华侨大学协议。2月，国务院侨务办公室与福建省人民政府签署共建华侨大学协议。6月，华侨大学男篮获得第十三届CUBA联赛男子总冠军。9月，贾益民出任华侨大学校长。
2012年，4月28日，成立了生物医学学院。
2013年，6月26日，泉州華光職業學院董事會日前研究決定，將學校所有資產全部無償捐贈給華僑大学。
2016年国侨办与福建省、泉州市、厦门市签署共建协议。四方承诺从2016年到2020年这5年间，投入超过15亿支持华侨大学发展。其中福建省投入4亿，国侨办配比投入8亿。泉州市投入1亿，国侨办配比投入2亿。厦门市投入0.75亿，国侨办配比投入1.5亿。
2025年2月20日，中華民國教育部部長鄭英耀以華僑大學已改為中國共產黨中央統一戰線工作部管理為由，稱「學習過程中帶有政治目的，評估將是非理想的學習場域」，公告禁止臺灣高校與之交流，並終止承認該校學歷。

## 歷任領導

### 歷任校長
|    | 姓名   | 开始担任日期 | 最后担任日期 | 备注 |
| 1  | 廖承志 | 1960/10      | 1983/06/10   | 生于日本东京大久保，廖仲恺之子，第五届全国人大常委会副委员长。                                                                               |
| 2  | 韋愨   | 1964/04      | 1970/01      | 副校長，代校長 ，曾任教育部副部长 |
| 3  | 葉飛   | 1983/10      | 1988/08      | 生于菲律宾，开国上将，校长，名誉校长，全国人大常委会副委员长。                                                                               |
| 4  | 陳覺萬 | 1988/08      | 1993/08      | 教育管理学家 |
| 5  | 莊善裕 | 1993/08      | 1999/12      | 法学专家 、律師 |
| 6  | 吳承業 | 1999/12      | 2008/12/10   | 数量经济学家 |
| 7  | 丘進   | 2008/12/10   | 2011/09/22   | 曾任西安交通大学副校长 |
| 8  | 贾益民 | 2011/09/22   | 2017/07      | 曾任暨南大学副校长 |
| 9  | 徐西鹏 | 2017/08      | 2020/07      | 担任校長，兼任脆性材料加工教育部工程研究中心主任和制造工程研究院院长，福建省第十、十一、十二届人大代表，福建省科学技术协会第八届委员会副主席 |
| 10 | 吴剑平 | 2020/07      |              | 现任校长 |

### 歷任党委书记
|    | 姓名   | 开始担任日期 | 最后担任日期 | 备注                     |
| 1  | 林一心 | 1963/01      | 1970/01      |                          |
| 2  | 蔡黎   | 1980/05      | 1982/03      |                          |
| 3  | 汪大铭 | 1982/03      | 1984/04      |                          |
| 4  | 雷霆   | 1984/09      | 1986/07      | 此时职位名称为“党组书记” |
| 5  | 施玉山 | 1989/06      | 1996/10      |                          |
| 6  | 吴承业 | 1996/10      | 1999/12      |                          |
| 7  | 李红   | 1999/12      | 2003/12      |                          |
| 8  | 吴承业 | 2003/12      | 2008/04      |                          |
| 9  | 李冀闽 | 2008/04      | 2013/06      |                          |
| 10 | 关一凡 | 2013/06      | 2020/07      |                          |
| 11 | 徐西鹏 | 2020/07      |              |                          |

### 历届董事会董事长
华侨大学董事会筹办于1978年华侨大学复办之际，1980年1月成立。
| 届次 | 姓名                    | 开始担任日期 | 最后担任日期 | 备注                                                       |
| 1    | 庄希泉                  | 1980/01      | 1986/07      | 时任全国侨联主席                                           |
| 2    | 胡平                    | 1986/07      | 1988/10      | 时任福建省长                                               |
| 2    | 黄长溪                  | 1988/10      | 1992/10      | 时任全国侨联副主席                                         |
| 3    | 贾庆林                  | 1992/10      | 1997/10      | 时任福建省委书记                                           |
| 4    | 陈明义                  | 1997/10      | 2002/12      | 时任福建省委书记                                           |
| 5    | 宋德福                  | 2002/12      | 2010/12      | 时任福建省委书记                                           |
| 6    | 何厚铧                  | 2010/12      |              | 荣誉主席，时任全国政治协商会议副主席                       |
| 7    | 王剛 (全國政協前副主席) | 2014/11      | 2017/10      | 第十一屆全国政治协商会议副主席                             |
| 8    | 蔡達峰                  | 2019/12      |              | 现任董事长，时任全国人大常委会副委员长及中国民主促进会主席 |

## 学校校区

### 泉州校区
泉州校区占地面积91万平方米，校舍建筑面积50万平方米；
宿舍分为梅园、紫荆园、莲园、刺桐园，用四种花命名分别代表了台湾、香港、澳门和泉州。

### 厦门校区
厦门校区占地面积127.9万平方米，总投资16亿元。
宿舍区分為鳳凰苑、刺桐苑和紫荊苑。2016年将紫荆苑拆分改名为莲苑和梅苑。宿舍分为两人间以及四人间，2018年招生人数在政策上的宽松，扩招了很多新生，所以很多学生都是6人间。

### 华文学院

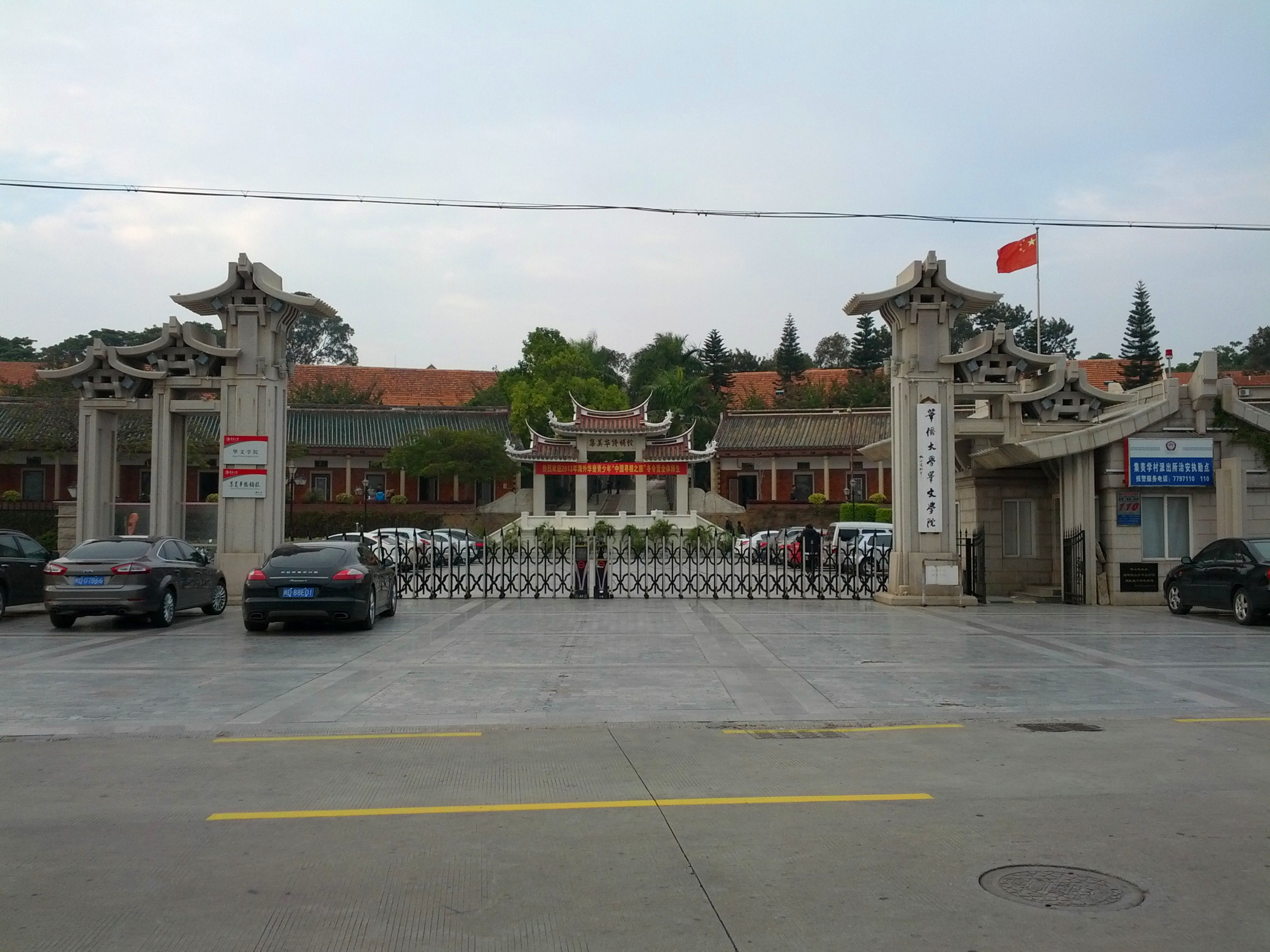
华侨大学华文学院大门

华侨大学华文学院位于厦门集美学村，校园占地6万平方米。
华文学院前身为集美华侨学生补习学校，陈嘉庚受国务院委托于1953年在厦门集美主持创立的，主要的招生对象为华侨学生、华裔青年以及其他国籍来华学习汉语文化知识的学生。后于1997年，被成建制并入华侨大学。
华文学院目前是华侨大学对外汉语教学的单位，也是中国教育部首批公布的有资格招收外国留学生的单位之一。华文学院属于中华人民共和国国务院侨办首批批准的华文教育基地之一，也是国家汉办支持周边国家汉语教学重点学校之一，是国家在福建省最早设立的汉语水平考试考点。

### 厦门工程技术学院
华侨大学厦门工程技术学院，又称厦门技师学院，地处厦门翔安文教区，由厦门市政府投资建设，校职工303人，是一所全日制综合性公办职业院校。
2011年招收5个大专专业。
学院校训为：“诚精勤毅”。

## 校园环境

### 泉州校区
校门、出口：
- 正大门、北门
- 学生街出口、新南区出口

礼堂、活动中心、广场：
- 嘉庚纪念堂
- 金川活动中心、退休员工活动中心
- 嘉庚广场、承志广场

纪念物：
- 承露泉（2000年，庆祝校庆40周年修建），男篮雕像（纪念CUBA多次夺冠），校名石刻（2010年，庆祝校庆50周年修建）

行政办公楼
- 李克砌办公楼、杨思椿大楼
- 潘用碧大楼、潘伟民大楼

图书馆：
- 侨总图书馆、捷中资讯大楼、大众图书楼

运动场馆：
- 东体育场、西体育场、新西区体育场
- 陈影鹤游泳馆、露天游泳池
- 北门健身房、体操馆
- 篮球馆、1号篮球场、3号篮球场、4号篮球场、7号篮球场、新西区篮球场
- 2号足球场
- 文学院网球场、新西区网球场
- 4号排球场、北区排球场、新西区排球场

院系办公楼、教学楼、自习室：
- 数学楼、文科楼、外语楼、文种楼、陈守仁经管大楼、洪祖杭大楼、体育学院楼、机械学院楼、美术学院楼、计算机学院楼、信息学院楼…
- 永亮锦云楼、菲华楼、敬萱堂
- 文学院梯形教室、数学院梯形教室、第一自修室（侨总图书馆内）、第二自修室

学生宿舍：
- 梅园
- 紫荆园：31-38号楼
- 莲园
- 刺桐园

湖、花园花廊
- 秋中湖
- 春华园、桑梓园
- 紫藤廊

食堂餐厅、招待所：
- 第一餐厅（清真食堂）、第二餐厅、第三餐厅、东苑食堂、南苑食堂、西苑食堂、北苑食堂（已关闭）、可浓餐厅
- 专家招待所

道路：
- 华园大道、群英路、嘉庚路、承志路、刺桐路、春晖路、华园东路、华园西路、华园南路、华园北路

其他机构：
- 华侨大学水厂、华大印刷厂、华大附中、丰泽第八中心小学

### 厦门校区
行政办公楼：

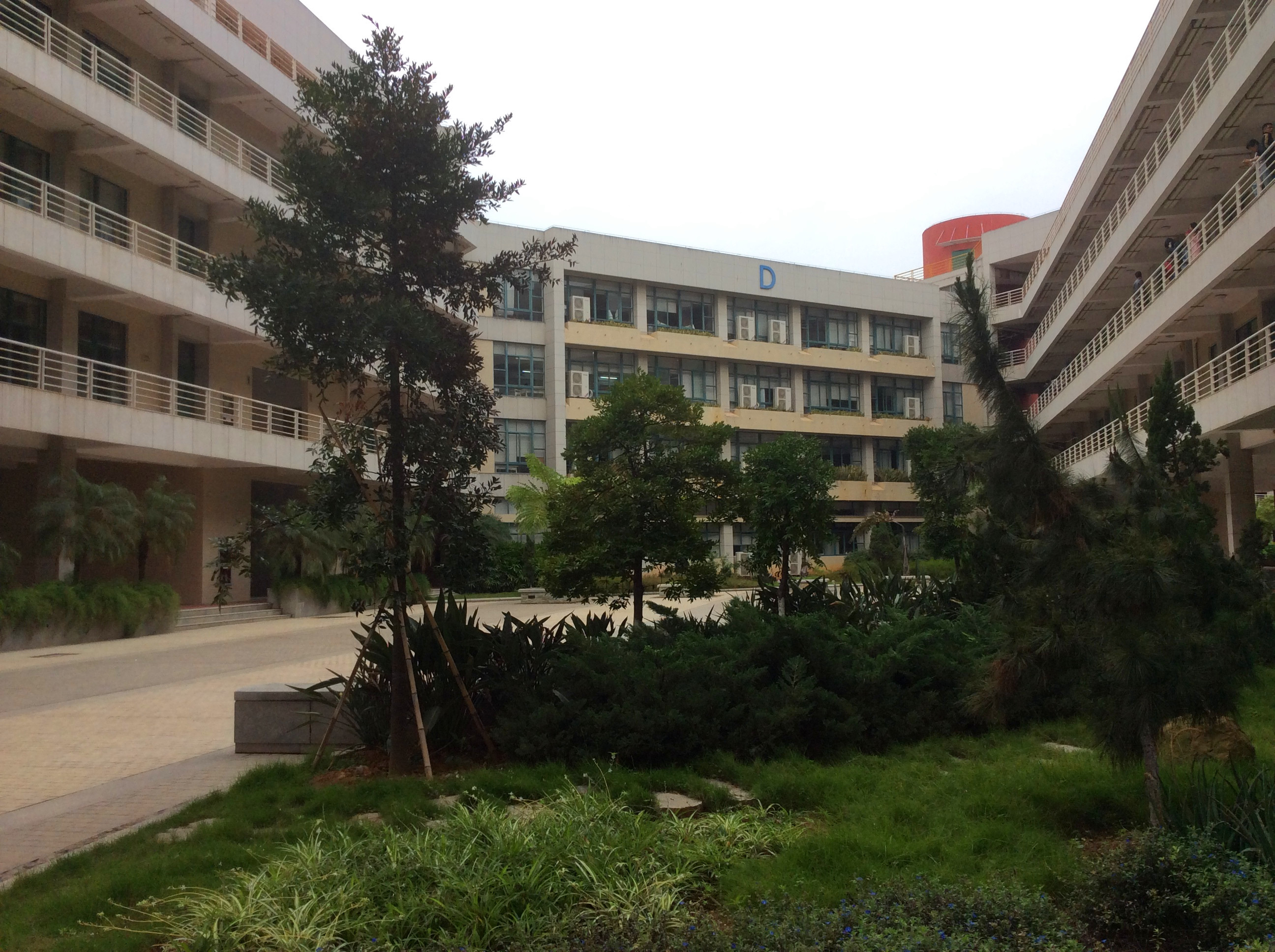
华侨大学厦门校区教学楼

- 主楼、陈捷中蔡蝴蝶行政大楼、颜金炜陈秀吉行政大楼

图书馆：
- 郑年锦图书馆

实验教学区：
- 综合教学长廊（A~G区）、泛华科技大楼、机电信息实验大楼、建筑学科实验大楼、土木学科实验大楼、李碧葱音乐舞蹈学院大楼

活动中心：
- 林广场学术交流中心、王源兴国际会议中心、羽网综合馆、田径运动场、室外游泳池

纪念馆：
- 华侨大学校史馆、华侨大学档案馆

学生社区：毓秀侨苑
- 凤凰苑
- 紫荆苑
- 刺桐苑
- 莲苑
- 梅苑

食堂餐厅、招待所：
- 凤林餐厅，凤竹餐厅，华丰凤华餐厅，华丰凤翔餐厅
- 紫荆餐厅（紫荆1，2，3餐厅）
- 林广场餐厅
- 华丰华大酒店

## 科系设置

### 1960年到1965年
| 年份   | 科系总数 | 专业总数 | 科系名       | 专业名             | 备注                                         |
| 1960年 | 1        | 1        | 中文系       | 中国语言文学       | （科系新增）                                 |
| 1960年 | 1        | 1        | 其他         | 预科班             | （预科班不计入专业总数，下同）               |
| 1961年 | 3        | 3        | 中文系       | 中国语言文学       |                                              |
| 1961年 | 3        | 3        | 数学系       | 数学               | （科系新增）                                 |
| 1961年 | 3        | 3        | 化学系       | 化学               | （科系新增）                                 |
| 1962年 | 7        | 9        | 中文系       | 中国语言文学       |                                              |
| 1962年 | 7        | 9        | 数学系       | 数学               |                                              |
| 1962年 | 7        | 9        | 化学系       | 化学               |                                              |
| 1962年 | 7        | 9        | 政治系       | 政治学             | （科系新增）                                 |
| 1962年 | 7        | 9        | 物理系       | 物理学             | （科系新增）                                 |
| 1962年 | 7        | 9        | 艺术系       | 舞蹈               | （科系新增）                                 |
| 1962年 | 7        | 9        | 艺术系       | 声乐               | （科系新增）                                 |
| 1962年 | 7        | 9        | 艺术系       | 乐器               | （科系新增）                                 |
| 1962年 | 7        | 9        | 亚热带作物系 | 亚热带作物栽培     | （科系新增）                                 |
| 1963年 | 9        | 11       | 中文系       | 中国语言文学       |                                              |
| 1963年 | 9        | 11       | 数学系       | 数学               |                                              |
| 1963年 | 9        | 11       | 化学系       | 化学               |                                              |
| 1963年 | 9        | 11       | 政治系       | 政治学             |                                              |
| 1963年 | 9        | 11       | 物理系       | 物理学             |                                              |
| 1963年 | 9        | 11       | 艺术系       | 舞蹈               |                                              |
| 1963年 | 9        | 11       | 艺术系       | 声乐               |                                              |
| 1963年 | 9        | 11       | 艺术系       | 乐器               |                                              |
| 1963年 | 9        | 11       | 亚热带作物系 | 亚热带作物栽培     |                                              |
| 1963年 | 9        | 11       | 医疗系       | 医疗               | （科系新增）                                 |
| 1963年 | 9        | 11       | 外语系       | 印尼语             | （科系新增）                                 |
| 1964年 | 11       | 15       | 中文系       | 中国语言文学       |                                              |
| 1964年 | 11       | 15       | 数学系       | 数学               |                                              |
| 1964年 | 11       | 15       | 化学系       | 化学               |                                              |
| 1964年 | 11       | 15       | 政治系       | 政治教育           | （专业调整）                                 |
| 1964年 | 11       | 15       | 物理系       | 物理学             |                                              |
| 1964年 | 11       | 15       | 艺术系       | 舞蹈               | （停止招生）                                 |
| 1964年 | 11       | 15       | 艺术系       | 声乐               | （停止招生）                                 |
| 1964年 | 11       | 15       | 艺术系       | 乐器               | （停止招生）                                 |
| 1964年 | 11       | 15       | 热带作物系   | 热带作物栽培       | （系名更改，专业调整）                       |
| 1964年 | 11       | 15       | 医学系       | 医学               | （系名更改，专业调整，学制改为六年）         |
| 1964年 | 11       | 15       | 外语系       | 英语               | （专业新增，学制为五年）                     |
| 1964年 | 11       | 15       | 外语系       | 日语               | （专业新增，学制为五年）                     |
| 1964年 | 11       | 15       | 外语系       | 印尼语             | （学制为五年）                               |
| 1964年 | 11       | 15       | 土木建筑系   | 工业与民用建筑     | （科系新增）                                 |
| 1964年 | 11       | 15       | 化工系       | 化学工程           | （科系新增）                                 |
| 1965年 | 9        | 17       | 中文系       | 中国语言文学       |                                              |
| 1965年 | 9        | 17       | 数理系       | 数学               | （数学系物理系合并为数理系）                 |
| 1965年 | 9        | 17       | 数理系       | 物理学             | （数学系物理系合并为数理系）                 |
| 1965年 | 9        | 17       | 政治系       | 政治教育           |                                              |
| 1965年 | 9        | 17       | 艺术系       | 舞蹈               |                                              |
| 1965年 | 9        | 17       | 艺术系       | 声乐               |                                              |
| 1965年 | 9        | 17       | 艺术系       | 乐器               |                                              |
| 1965年 | 9        | 17       | 热带作物系   | 热带作物栽培       |                                              |
| 1965年 | 9        | 17       | 医学系       | 医疗               |                                              |
| 1965年 | 9        | 17       | 外语系       | 英语               |                                              |
| 1965年 | 9        | 17       | 外语系       | 日语               |                                              |
| 1965年 | 9        | 17       | 外语系       | 印尼语             |                                              |
| 1965年 | 9        | 17       | 土木建筑系   | 工业与民用建筑     |                                              |
| 1965年 | 9        | 17       | 土木建筑系   | 水利工程           | （专业新增）                                 |
| 1965年 | 9        | 17       | 化学工程系   | 化学               | （化学系与化工系合并为化学工程系，专业调整） |
| 1965年 | 9        | 17       | 化学工程系   | 无机物化学工程     | （化学系与化工系合并为化学工程系，专业调整） |
| 1965年 | 9        | 17       | 化学工程系   | 基本有机合成化工程 | （化学系与化工系合并为化学工程系，专业调整） |

### 1978年到1983年
| 年份   | 科系总数 | 专业总数 | 科系名         | 专业名         | 备注                                             |
| 1978年 | 3        | 1        | 数学系         | 数学           | （科系恢复）                                     |
| 1978年 | 3        | 1        | 土木建筑工程系 | 工业与民用建筑 | （科系恢复）                                     |
| 1978年 | 3        | 1        | 化学系         | 化学           | （科系恢复）                                     |
| 1979年 | 6        | 6        | 数学系         | 数学           |                                                  |
| 1979年 | 6        | 6        | 土木工程系     | 工业与民用建筑 |                                                  |
| 1979年 | 6        | 6        | 化学系         | 化学           |                                                  |
| 1979年 | 6        | 6        | 物理系         | 物理学         | （科系恢复）                                     |
| 1979年 | 6        | 6        | 化学工程系     | 化学工程       | （科系恢复）                                     |
| 1979年 | 6        | 6        | 机械工程系     | 机械制造       | （科系新增）                                     |
| 1980年 | 6        | 6        | 数学系         | 数学           |                                                  |
| 1980年 | 6        | 6        | 土木工程系     | 工业与民用建筑 |                                                  |
| 1980年 | 6        | 6        | 化学系         | 化学           |                                                  |
| 1980年 | 6        | 6        | 物理系         | 物理学         |                                                  |
| 1980年 | 6        | 6        | 化学工程系     | 化学工程       |                                                  |
| 1980年 | 6        | 6        | 机械工程系     | 机械制造       |                                                  |
| 1981年 | 6        | 7        | 数学系         | 数学           |                                                  |
| 1981年 | 6        | 7        | 数学系         | 计算机软件     | （专业新增）                                     |
| 1981年 | 6        | 7        | 土木工程系     | 工业与民用建筑 |                                                  |
| 1981年 | 6        | 7        | 化学系         | 化学           |                                                  |
| 1981年 | 6        | 7        | 物理系         | 物理学         |                                                  |
| 1981年 | 6        | 7        | 化学工程系     | 化学工程       |                                                  |
| 1981年 | 6        | 7        | 机械工程系     | 机械制造       |                                                  |
| 1981年 | 6        | 7        | 其他           | 预科班         | （预科班不计入专业总数，下同）                   |
| 1982年 | 7        | 7        | 数学系         | 应用数学       | （专业调整）                                     |
| 1982年 | 7        | 7        | 土木工程系     | 工业与民用建筑 |                                                  |
| 1982年 | 7        | 7        | 化学化工系     | 应用化学       | （化学系与化学工程系合并为化学化工系，专业调整） |
| 1982年 | 7        | 7        | 物理系         | 物理学         |                                                  |
| 1982年 | 7        | 7        | 机械工程系     | 机械制造       |                                                  |
| 1982年 | 7        | 7        | 电子工程系     | 电子技术       | （科系新增）                                     |
| 1982年 | 7        | 7        | 计算机科学系   | 计算机应用软件 | （科系新增，由原数学系计算机软件专业独立组成）   |
| 1982年 | 7        | 7        | 其他           | 预科班         |                                                  |
| 1983年 | 7        | 11       | 数学系         | 应用数学       |                                                  |
| 1983年 | 7        | 11       | 土木建筑系     | 建筑结构       | （系名更改，专业调整）                           |
| 1983年 | 7        | 11       | 土木建筑系     | 建筑学         | （系名更改，专业调整）                           |
| 1983年 | 7        | 11       | 化学化工系     | 应用化学       |                                                  |
| 1983年 | 7        | 11       | 化学化工系     | 化学工程       | （专业新增）                                     |
| 1983年 | 7        | 11       | 化学化工系     | 微生物化工     | （专业新增）                                     |
| 1983年 | 7        | 11       | 物理系         | 物理学         |                                                  |
| 1983年 | 7        | 11       | 机械工程系     | 机械制造       |                                                  |
| 1983年 | 7        | 11       | 机械工程系     | 精密仪器       | （专业新增）                                     |
| 1983年 | 7        | 11       | 电子工程系     | 电子技术       |                                                  |
| 1983年 | 7        | 11       | 计算机科学系   | 计算机应用软件 |                                                  |
| 1983年 | 7        | 11       | 其他           | 预科班         |                                                  |
| 1983年 | 7        | 11       | 其他           | 日语专修班     | （专修班不计入专业总数）                         |
| 1983年 | 7        | 11       | 其他           | 应用专修班     | （专修班不计入专业总数）                         |
| 1983年 | 7        | 11       | 其他           | 国画专修班     | （专修班不计入专业总数）                         |

### 1984年到1990年
| 年份   | 科系总数 | 专业总数 | 科系名           | 专业名             | 备注                                                             |
| 1984年 | 12       | 16       | 数学系           | 应用数学           |                                                                  |
| 1984年 | 12       | 16       | 土木工程系       | 工业与民用建筑     | （科系调整，专业调整）                                           |
| 1984年 | 12       | 16       | 建筑系           | 建筑学             | （科系调整，由原土木建筑系中建筑学独立组成）                     |
| 1984年 | 12       | 16       | 化学化工系       | 应用化学           |                                                                  |
| 1984年 | 12       | 16       | 化学化工系       | 化学工程           |                                                                  |
| 1984年 | 12       | 16       | 化学化工系       | 微生物化工         |                                                                  |
| 1984年 | 12       | 16       | 物理系           | 物理学             |                                                                  |
| 1984年 | 12       | 16       | 机械工程系       | 机械制造           |                                                                  |
| 1984年 | 12       | 16       | 机械工程系       | 精密仪器           |                                                                  |
| 1984年 | 12       | 16       | 电子工程系       | 电子技术           |                                                                  |
| 1984年 | 12       | 16       | 计算机科学系     | 计算机应用软件     |                                                                  |
| 1984年 | 12       | 16       | 中国文化系       | 汉语言文学         | （科系新增）                                                     |
| 1984年 | 12       | 16       | 外语系           | 英语专修班         | （科系新增）                                                     |
| 1984年 | 12       | 16       | 旅游系           | 导游翻译专修班     | （科系新增）                                                     |
| 1984年 | 12       | 16       | 旅游系           | 旅游经济管理专修班 | （科系新增）                                                     |
| 1984年 | 12       | 16       | 艺术系           | 中国画专修班       | （科系新增）                                                     |
| 1984年 | 12       | 16       | 其他             | 预科班             |                                                                  |
| 1985年 | 14       | 17       | 应用数学系       | 应用数学           | （系名更改）                                                     |
| 1985年 | 14       | 17       | 土木工程系       | 工业与民用建筑     |                                                                  |
| 1985年 | 14       | 17       | 建筑系           | 建筑学             |                                                                  |
| 1985年 | 14       | 17       | 应用化学系       | 应用化学           | （科系调整，由原化学化工系应用化学专业独立组成）                 |
| 1985年 | 14       | 17       | 化工与生化工程系 | 化学工程           | （科系调整，由原化学化工系化学工程与微生物化工两个专业联合组成） |
| 1985年 | 14       | 17       | 化工与生化工程系 | 微生物化工         | （科系调整，由原化学化工系化学工程与微生物化工两个专业联合组成） |
| 1985年 | 14       | 17       | 应用物理系       | 应用物理           | （系名更改，专业调整）                                           |
| 1985年 | 14       | 17       | 精密机械工程系   | 机械制造           | （系名更改）                                                     |
| 1985年 | 14       | 17       | 精密机械工程系   | 精密仪器           | （系名更改）                                                     |
| 1985年 | 14       | 17       | 电子工程系       | 电子技术及应用     | （专业调整）                                                     |
| 1985年 | 14       | 17       | 计算机科学系     | 计算机应用软件     |                                                                  |
| 1985年 | 14       | 17       | 中国文化系       | 汉语言文学         |                                                                  |
| 1985年 | 14       | 17       | 外语系           | 英语专修班         |                                                                  |
| 1985年 | 14       | 17       | 外语系           | 日语专修班         | （专业新增）                                                     |
| 1985年 | 14       | 17       | 旅游系           | 旅游经济管理专修班 | （专业减少）                                                     |
| 1985年 | 14       | 17       | 艺术系           | 中国画专修班       |                                                                  |
| 1985年 | 14       | 17       | 工商管理系       | 工商管理           | （专业新增）                                                     |
| 1985年 | 14       | 17       | 其他             | 先修部             | （预科班改为先修部）                                             |

### 现状
华侨大学现有28个学院，80个研究机构，3个一级学科博士点，18个二级学科博士点，21个一级学科硕士点，103个二级学科硕士点，工商管理硕士（MBA）、法律硕士（JM）、公共管理硕士（MPA）、金融硕士（MF）、旅游管理硕士（MTA）、建筑学硕士（M.Arch）、工程管理硕士（MEM）、工程硕士(ME)等8个专业硕士学位点，70个本科专业；1个国家重点学科（数量经济学），11个省部级重点学科；3个博士后科研流动站（机械工程、应用经济学、土木工程）。学科涉及理、工、医、经、管、法、文、哲、史、农、教育、艺术12大门类。
29个学院（包括研究院、研究所）分别为：
泉州校区
- 国际学院（页面存档备份，存于）
- 經濟與金融學院（页面存档备份，存于）
- 法学院（页面存档备份，存于）
- 体育学院（页面存档备份，存于）
- 文学院（页面存档备份，存于）
- 外国语学院（页面存档备份，存于）
- 数学科学学院（页面存档备份，存于）
- 工学院（页面存档备份，存于）
- 医学院/临床医学院/生物医学学院/分子药物研究所（页面存档备份，存于）
- 工商管理学院（页面存档备份，存于）
- 旅游学院（高尔夫学院）（页面存档备份，存于）
- 泉州华光职业学院（页面存档备份，存于）
- 政治与公共管理学院（页面存档备份，存于）
- 美术学院（页面存档备份，存于）
- 泛华学院（页面存档备份，存于）
- 继续教育学院（页面存档备份，存于）
- 创新创业学院/学生就业指导中心（页面存档备份，存于）

厦门校区
- 国际学院（页面存档备份，存于）
- 哲學與社會發展學院（页面存档备份，存于）
- 国际关系学院/华侨华人研究院（页面存档备份，存于）
- 马克思主义学院/通识教育学院（页面存档备份，存于）
- 华文学院（页面存档备份，存于）
- 新闻传播学院（页面存档备份，存于）
- 统计学院/数量经济研究所（页面存档备份，存于）
- 机电与自动化工程学院（页面存档备份，存于）
- 材料科学与工程学院（页面存档备份，存于）
- 信息科学与工程学院（页面存档备份，存于）
- 计算机科学与技术学院（页面存档备份，存于）
- 土木工程学院（页面存档备份，存于）
- 化工学院（页面存档备份，存于）
- 建筑学院（页面存档备份，存于）
- 音乐舞蹈学院（页面存档备份，存于）
- 厦航学院（页面存档备份，存于）

## 学校生源及师资
至2011年9月，各类在校生总共超过3万人，其中博士、硕士研究生近4000人，来自35个国家和地区的华侨、港澳台和外国学生4000余人，是中国大陆境外学生最多的大学之一。
华侨大学教职员工总共2221人，专任教师共1222人，其中的高级职称人员共526人。在高级职称人员中，双聘院士3名，“国家杰出青年科学基金”获得者1名， “百千万人才工程” 国家级人选2名，中华人民共和国教育部“新世纪优秀人才支持计划”入选者8名，中华人民共和国教育部“长江学者和创新团队发展计划”创新团队1个。

## 传统

### 校训
“会通中外，并育德才。”前四字强调治学方法，后四字强调办学方针。

### 校徽
老校徽采用红白两色，主体为繁体“华”字变形。
新校徽在2010年9月26日第一次公开使用，校徽采用红白两色，主体为繁体“华”字变形为经纬球形，寓意“面向海外、面向港澳台、面向国家社会经济发展”的办学方针。

### 校歌
《一方沃土》 乔羽词  谷建芬曲

### 一校两生
学校学生分为境内生和境外生，境内生指国籍为中国大陆的学生，而境外生包括外国学生以及香港、澳门以及台湾地区的学生。
1960年到1965年主要招收境外生，也招收一部分国内学生，期间的在校生和境外生数目：
|   | 年份   | 在校生总人数 | 境外生总人数 |
| - | ------ | ------------ | ------------ |
| 1 | 1960年 | 84人         | 67人         |
| 2 | 1961年 | 280人        | 266人        |
| 3 | 1962年 | 1183人       | 863人        |
| 4 | 1963年 | 1660人       | 1578人       |
| 5 | 1964年 | 2048人       | 1955人       |
| 6 | 1965年 | 2395人       | 2289人       |

1966年到1970年没有招收学生。

## 體育
华侨大学男篮在中国大学生篮球联赛（CUBA）中取得了突出的战绩。
在CUBA的历史上，夺取了第二、第五、第七、第八、第九、第十、第十三届的总冠军，以及第四届的亚军。
2008年，夺得在菲律宾举行的亚洲大学生篮球锦标赛冠军。

## 姐妹校

### 亚洲
- 马来西亚
  - 拉曼大学